# Agathinos aus Sparta
Agathinos aus Sparta war ein in Rom wirkender griechischer Mediziner der zweiten Hälfte des 1. Jahrhunderts n. Chr. und Begründer der eklektischen Schule. Sie bezog neben der Pneuma-Lehre Erkenntnisse der Empiriker-Schule und der Methodiker ein.
Er war ein Schüler des Athenaios von Attaleia, dem Begründer der Pneumatiker-Schule. Philosophisch war er vom Stoiker Lucius Annaeus Cornutus geprägt. Agathinos verfasste eine Pulslehre (die Galen rezipierte) und eine Fieberlehre. Er empfahl die Nieswurz gegen Wassersucht und setzte kalte und heiße Bäder als Therapiemittel ein.
Zu seinen Schülern gehören Archigenes von Apameia und der Arzt Herodotos.